# Felsősztamora

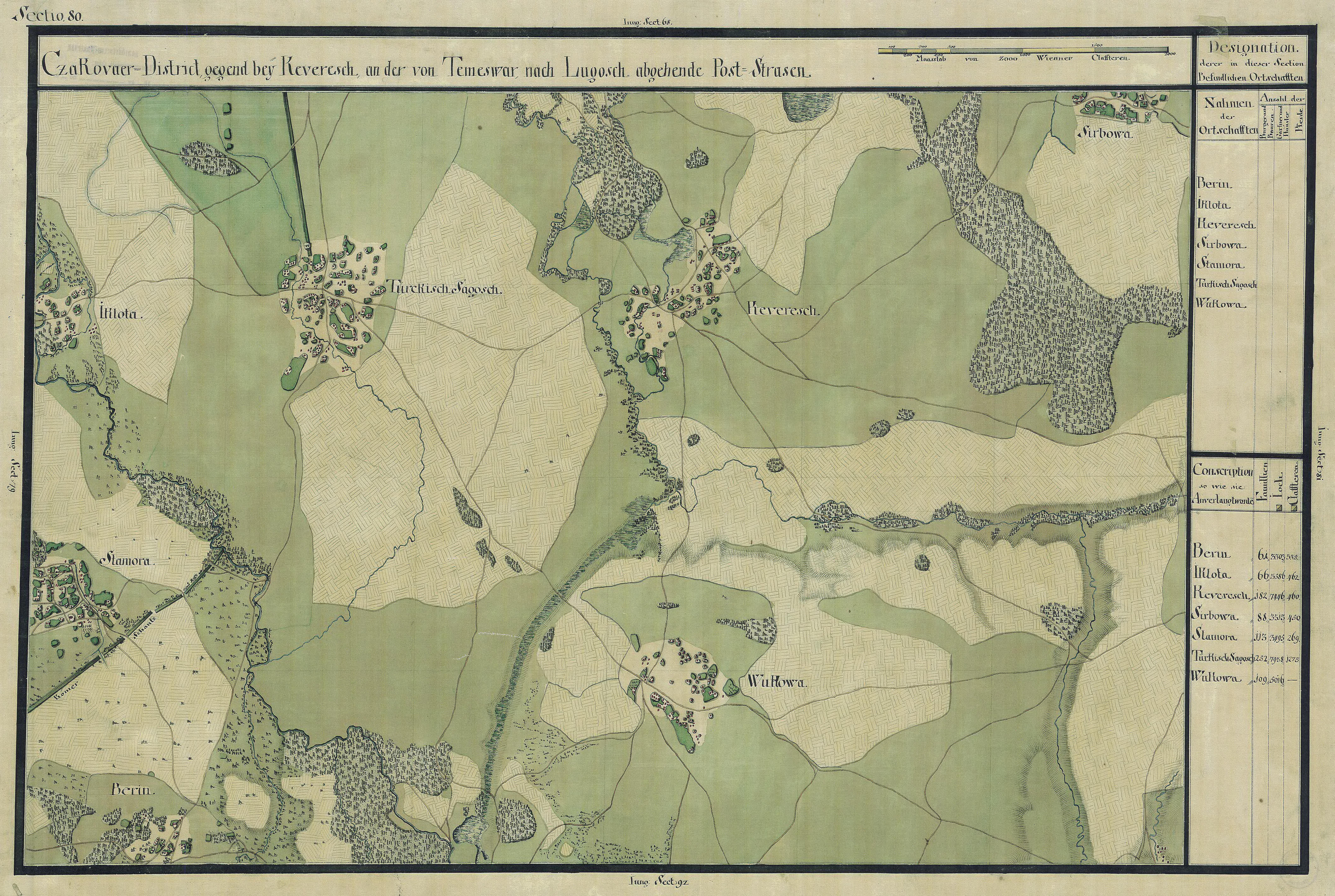
Felsősztamora egy régi térképen

Felsősztamora (Stamora Română), település Romániában, a Bánságban, Temes megyében.

## Fekvése
Temesvártól délkeletre, Ötvösd és Liebling közt, a Pogonis-patak közelében fekvő település.

## Története
Felsősztamora neve 1407-ben Thomas Magnus de Stamur királyi ember nevében tűnt fel először, majd 1411-ben ismét Thomas de Stamur (Stamuri Tamás) királyi ember nevében szerepelt. 1717-ben Stamor, 1808-ban Stamora, 1851-ben Oláh-Sztamora, 1888-ban Román-Sztamora, 1913-ban Felsősztamora néven írták.
1717-ben Stamor-t a kamarai összeírásban a csákovai kerületlen  említették, 60 lakott házzal. 1848-ig a vallás- és a tanulmányi alap birtoka lett, később Konrád Mihály temesvári lakosnak volt itt a legnagyobb birtoka.
1851-ben Fényes Elek írta a településről: „Oláh-Sztamora Temes vármegyében, 908 óhitű lakossal, s anyaegyházzal. Határa 3162 hold, ...Bírja a királyi alapítvány.”
1910-ben 1103 lakosából 1011 román, 50 német, 41 magyar volt. Ebből 1018 görögkeleti ortodox, 50 római katolikus, 15 evangélikus volt.
A trianoni békeszerződés előtt Temes vármegye Csáki járásához tartozott.

## Nevezetességek
- Görögkeleti temploma